# Sanne Troelsgaard Nielsen
Sanne Troelsgaard Nielsen (Vejen, 15 augustus 1988) is een voetbalspeelster uit Denemarken. Ze speelt als middenvelder en aanvaller voor AS Roma in de Serie A.

## Clubcarrière
In 2011 werd Troelsgaard, toen ze als speelster actief was IFK Skovbakken, Deens speelster van het jaar nadat ze 29 keer tot scoren was gekomen in haar eerst vijftien wedstrijden voor de club. In februari 2017 tekende ze een contract bij FC Rosengård in de Zweedse Damallsvenskan.
Na vier seizoenen maakte ze de overstap naar het Engelse Reading FC, waar ze een contract tekende tot medio 2023. Op 11 januari 2024 maakte de club bekend dat zij in onderling overleg met Troelsgaard een contractontbinding overeen was gekomen. Op 2 februari 2024 kondigde de Italiaanse club AS Roma de komst van Troelsgaard aan. In de Italiaanse hoofdstad tekende ze een contract tot 30 juni 2024.

## Statistieken
| Seizoen | Club         | Land       | Competitie      | Wedstrijden | Doelpunten |
| ------- | ------------ | ---------- | --------------- | ----------- | ---------- |
| 2009/10 | Brøndby IF   | Denemarken | Elitedivisionen | 2           | 2          |
| 2017    | FC Rosengård | Zweden     | Damallsvenskan  | 21          | 8          |
| 2018    | FC Rosengård | Zweden     | Damallsvenskan  | 21          | 8          |
| 2019    | FC Rosengård | Zweden     | Damallsvenskan  | 22          | 3          |
| 2020    | FC Rosengård | Zweden     | Damallsvenskan  | 22          | 2          |
| 2021    | FC Rosengård | Zweden     | Damallsvenskan  | 21          | 9          |
| 2021/22 | Reading FC   | Engeland   | Super League    | 13          | 0          |
| 2022/23 | Reading FC   | Engeland   | Super League    | 20          | 4          |
| 2023/24 | Reading FC   | Engeland   | Super League    | 8           | 1          |
| 2023/24 | AS Roma      | Italië     | Serie A         | 12          | 2          |
| 2024/25 | AS Roma      | Italië     | Serie A         | 18          | 0          |
| Totaal  | Totaal       | Totaal     | Totaal          | 180         | 39         |

Laatste update: 2 april 2025

## Interlandcarrière
Troelsgaard maakte haar debuut voor het Deense nationale team in maart 2008 door in te vallen in een 1-0 overwinning op Finland op de Algarve Cup. Tijdens de Matchword Women's Cup in juni 2011 maakte Troelsgaard drie doelpunten in de Deense 3-0 overwinning op Wales. Door ziekte moest Troelsgaard afzeggen voor het EK 2013.
In 2017 was Troelsgaard onderdeel van de Deense selectie die de finale van het EK 2017 wist te behalen. Hierin was gastland Nederland met 4-2 te sterk. Met Denemarken nam Troelsgaard eveneens deel aan het EK 2022 en het WK 2023. Op laatstgenoemde maakte ze de 0-2 treffer in het laatste groepsduel tegen Haïti.